# Kuber
Kuber (bolgarsko Кубер, Kuber) je bil prabolgarski kan, ki je vladal v Panoniji in Makedoniji, * pred 650, † po 705. 
Domneva se, da je bil sin kana Kubrata, brat kana Asparuha in član klana Dulo. V Makedoniji je ustanovil Kuberjevo Bolgarijo. 
Po zapisih  v Čudežih sv. Demetrija (Miracula Sancti Demetrii) je v 670. letih iz razpadle Velike Bolgarije na ozemlju sodobne Ukrajine odpeljal v Srem v bivši rimski provinci Panoniji skupino Prabolgarov in bizantinskih kristjanov, katerih prednike so šestdeset let pred tem zajeli  Avari.

## Poreklo
Kuberjev življenjepis je v drugi knjigi Čudežev sv. Demetrija. Knjiga je hagiografsko delo, napisano v Solunu v 680. ali 690. letih.  Znanstvena teorija, ki jo je prvi predlagal bolgarski zgodovinar Vasil Zlatarski, trdi, da je bil Kuber četrti sin kana Kubrata, krščanskega vladarja Onogurskih Prabolgarov, naseljenih v stepah severno od Črnega morja. Po pisanju Teofana Spovednika   je  Kubratov četrti (neimenovani)   sin  po očetovi smrti okrog leta 642 s svojo vojsko   zapustil črnomorske stepe, se naselil v nekdanji rimski provinci Drugi Panoniji in postal avarski vazal.  Ameriški zgodovinar John Van Antwerp Fine ml. se strinja z Zlatarskim in dodaja, da je Kuber dobil ime po svojem očetu, ker sta Kuber in Kubrat zelo verjetno grški različici istega prabolgarskega imena.

## Vladanje v Panoniji
Kuber je vladal kot kaganov guverner na narodnostno mešanem ozemlju.  Med prebivalci so bili tudi potomci vojnih  ujetnikov, ki so jih Avari zajeli na Balkanskem polotoku in jih naselili v okolici Sirmija.   Zgodovinar Samuel Szádeczky-Kardoss, ki se strinja s   trditvijo, da je bil  Kuber Kubratov sin in pripadnik vladarskega klana Dulo, trdi, da je kagan Kubra imenoval za guvernerja Panonije zato, da bi ga ločil od prabolgarskih podložnikov, ki so skupaj z njim zapustili črnomorske stepe. Kubrovi panonski  podložniki so sami sebe  imenovali Sermesianoi  (Sremci), Bizantinci pa so jih imenovali Bolgari. Ohranili so svoje krščanske običaje, čeprav so Avari njihove prednike zajeli že šestdeset let pred Kuberjevim  imenovanjem.
Sermesianoi niso prenehali sanjati, da se bodo nekoč vrnili v domovino svojih prednikov.  Kuber je izkoristil njihova čustva in se po pisanju v Čudežih sv. Demetrija uprl avarskemu kaganu. Sodobni zgodovinarji trdijo, da se je upor zgodil v 670. letih ali na začetku 680. let. Kubru se je pridružilo približno 70.000  Sremcev  in se odpravilo proti Bizantinskemu cesarstvu.  Kagan jih je poslušal zaustaviti, po petih ali šestih porazih pa je odnehal in uporniki so pobegnili preko Donave.

### Vladanje v Makedoniji
Kuber in njegovi  uporniki so prodrli do Soluna, kjer so se nameravali naseliti. K bizantinskemu cesarju, katerega imena Čudeži sv. Demetrija ne omenjajo, so poslali delegacijo s prošnjo za njegovo dovoljenje. Cesar je naselitev  odobril in bližnjemu slovanskemu plemenu Dragoviti ukazal, da jih oskrbijo s hrano. Ljudje so se še vedno želeli vrniti na domove svojih prednikov in se začeli razseljevati. Kuber se je ustrašil, da bo zaradi tega njegova moč preveč upadla, in je zaprosil cesarja, da Sermesianoiem  prepove odseljevanje in potrdi Kubrov položaj njihovega vladarja. Zgleda, da cesar njegove zahteve ni odobril, ker je nameraval izkoristiti državljansko vojno  v mestu in zasesti Solun. V hagiografiji sv.  Demetrija piše, da so meščani odkrili Kubrove agente, ki so mu nameravali odpreti mestna vrata, in mu preprečili vstop v mesto.
Drugih podatkov o Kubrovem življenju ni. Nekaj sodobnih zgodovinarjev, med njimi Zlatarski and Cankova-Petkova, trdi, da je v Makedoniji ustanovil državo, vzporedno z Asparuhovim Prvim bolgarskim cesarstvom. Trdijo tudi, da je bizantinski cesar Justinijan II. podjarmil slovanska plemena v okolici Soluna in na povratku v Konstantinopel leta 689 padel v prabolgarsko zasedo in bil poražen.  Na napisu ob Madarskem konjeniku piše, da je Asparuhov sin Tervel sodeloval »s strici v Solunu« proti bizantinskemu cesarju Justinijanu II.:
Cesar Justinijan je sklenil pogodbo […]  Bolgari […] in prišel k Tervelu. Moji strici v Solunu niso zaupali cesarju z odrezanim nosom in so se vrnili v Kisinije [...] eden od njegovih  [...] Vladar Tervel je sklenil pogodbo in dal cesarju pet tisoč [...] z mojo pomočjo je cesar dosegel lepo zmago. 
Makedonski arheolog Ivan Mikulčič, ki zaklada iz Vrapa  in Ersekëja v Albaniji pripisuje Kubrovemu ljudstvu, trdi, da arheološke najdbe potrjujejo prisotnost Prabolgarov v Makedoniji in vzhodni Albaniji.

## Zanimivost
Po Kubru se imenuje Kuber Peak  v gorovju Tangra na Livingstonovem otoku v Južnih šetlandskih otokih na Antarktiki. 

### Priimarni vir
- Cyril Mango, Roger Scott, Geoffrey Greatrex, prevajalci (2006). The Chronicle of Theophanes Confessor: Byzantine and Near Eastern History, AD 284–813 Oxford University Press. ISBN 978-0-19-822568-3.

### Sekundarni viri
- Curta, Florin (2001). The Making of the Slavs. History and Archaeology of the Lower Danube Region c. 500-700. Cambridge University Press. ISBN 978-0-521-80202-4.
- Curta, Florin (2006). Southeastern Europe in the Middle Ages, 500–1250. New York : Cambridge University Press. COBISS 2386382. ISBN 978-0-521-89452-4.
- Fine, John Van Antwerp (1991). The Early Medieval Balkans: A Critical Survey from the Sixth to the Late Twelfth Century. Ann Arbor : University of Michigan Press. COBISS 63710976. ISBN 0-472-08149-7.
- Hupchik, Dennis P (2002). The Balkans. From Constantinople to Communism. Palgrave MacMillans. ISBN 1-4039-6417-3.
- Микулчиќ, Иван (1996). Средновековни градови и тврдини во Македониjа [Srednjeveška mesta in gradovi v Republiki Makedoniji]. Makedonska akademija na naukite i umetnostite. ISBN 9989-649-08-1.
- Szymański, Wojciech; Dąbrowska, Elżbieta (1979). Awarzy. Węgrzy [Avari, Ogri]. Ossolineum. ISBN 83-04-00246-9.
- Szádeczky-Kardoss, Samuel (1990). The Avars. V  Sinor, Denis. The Cambridge History of Early Inner Asia (Volume I. Cambridge University Press. str. 206–228. ISBN 0-521-24304-1.